# Кущаєв Сергій Валерійович
Кущаєв Сергій Валерійович (нар. 3 квітня 1975, м. Київ) — український лікар-нейрохірург, науковець, кандидат медичних наук.

## Біографія
Народився 3 квітня 1975 року в місті Київ.
Навчався в школі І-ІІІ ступенів №246 м. Києва.
Медичну освіту здобув у Національному медичному університеті імені О.О. Богомольця.
У 2003 році захистив дисертацію на здобуття наукового ступеня кандидата медичних наук на тему «Ендоскопічна портальна нуклеоектомія при дискогенних попереково-крижових радикулітах», науковий керівник — член-кореспондент АМН України, доктор медичних наук, професор Педаченко Євген Георгійович.
Працював в Інституті нейрохірургії імені А.П. Ромоданова Національної академії медичних наук України.
Згодом, переїхав до США, де був науковим співробітником в Неврологічному інституті Барроу (Фінікс, штат Аризона). Закінчив ординатуру з радіології в Католицькому медичному центрі у Філадельфії.
Клінічні та наукові інтереси Сергія Кущаєва полягають у лікуванні метастазів у хребті, техніках аугментації хребта, карциномі щитовидної залози, нейроендокринних пухлинах та неврологічних ускладненнях інгібіторів контрольної точки.
Автор та співавтор багатьох наукових праць.

## Нагороди та відзнаки
- Державна премія України в галузі науки і техніки (1 грудня 2008) — за розробку та впровадження новітніх хірургічних технологій при захворюваннях та пошкодженнях хребта.[5]